# 이삭 암브로스

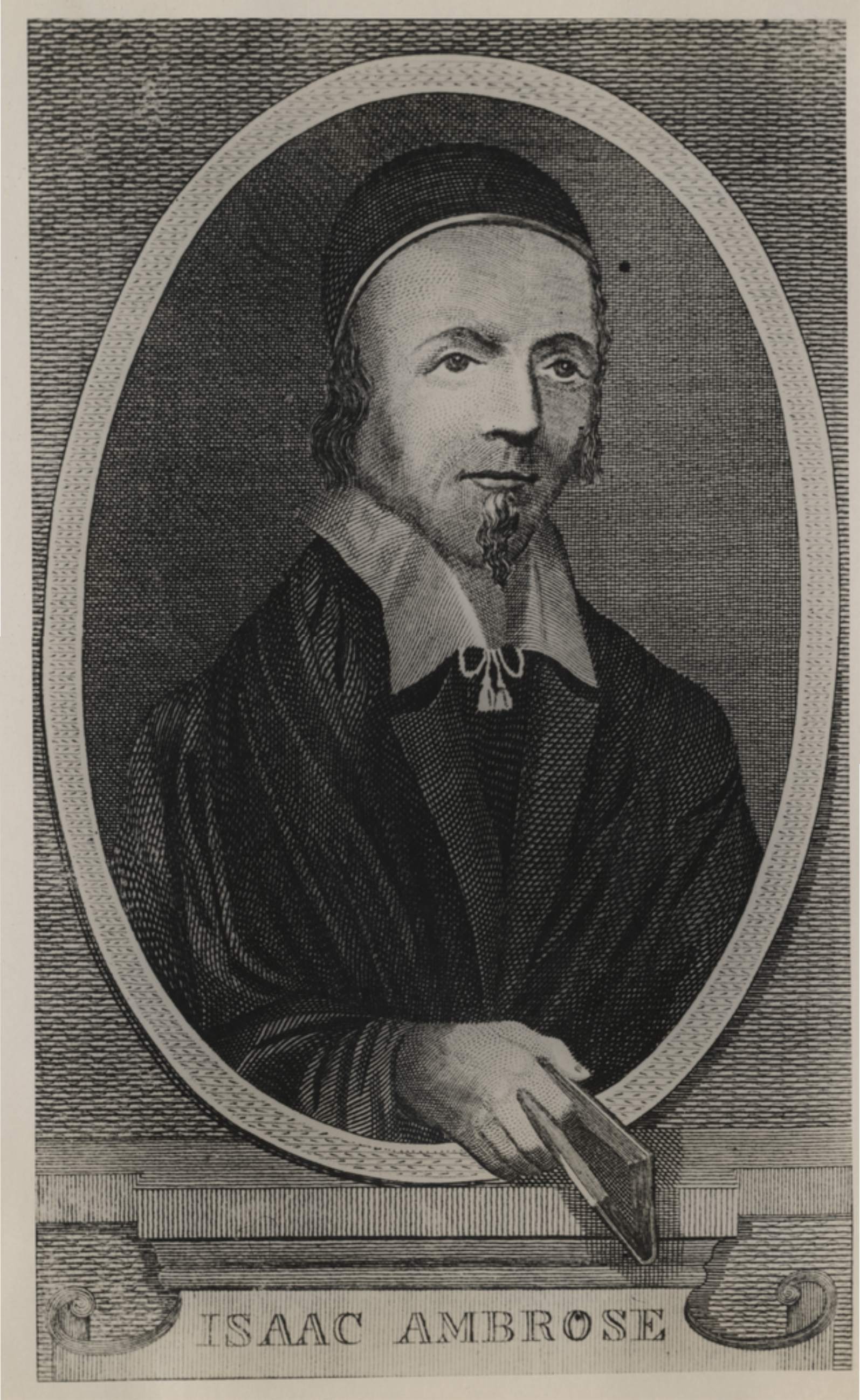
이삭 암브로스

이삭 암브로스 ( Isaac Ambrose; 1604년 - 1664년 1월 20일 )는 청교도 중의 한 명으로, 1624년에 옥스포드의 브라세노스학부에서 학위를 갖고, 1627년에는 더비셔 카슬톤에 있는 성 에드먼드 교회에서 성직안수를 받았다. 그는 장로교의 설립을 위해 노력을 하였고, 1662년에는 비국교도로 추방을 당하였다.

## 가정관
그는 남편과 아내는 가정에 그리스도의 영광스러운 나라를 힘이 있게 세우는 책임을 맡은 사람들이다라고 말했다.